# Жирование
Жирова́ние — при выделке сыромятных кож их смазывают, пропитывают различными жирами или жироподобными веществами для предотвращения отвердения и ороговения кожи. Жирование также делает кожу более мягкой и при других способах обработки. Также это способ ухода за некоторыми видами кожаных изделий.
Жирование оказалось настолько эффективной и простой операцией, что стало составляющей рецептов выделки кожи почти у всех народов:
- Гомер, например, описывая изготовление кожи для щита героя Аякса Великого в «Илиаде», говорит, что сыромятную кожу, «напоенную туком», растягивали за концы до тех пор, пока жир не стечёт.
- Славяне для жирования пользовались конским салом, кочевники Азии — бараньим.
- В Японии кожи обрабатывали рапсовым маслом.[1]

Часто применялись и жироподобные вещества, на Кавказе — нефть, на Крайнем Севере — печень и яичные желтки.
Знаменитая эскимосская оленья «замша» получалась, например, при такой оригинальной обработке: бахтарму шкуры выскабливали и натирали смесью мозга, яичного желтка и жёваной печени (слюна содержит ферменты, расщепляющие белки). Затем шкуры сворачивали в пакет и держали под головой вместо подушки от недели до двух. Для получения меха шкуру выдерживали неделю, а для замшевидной кожи — две.
Индейцы Северной Америки растягивали шкуры, вбивая по краям деревянные колышки, и натирали смесью мочи и глины, долго поддерживая шкуру во влажном состоянии. Затем её обрабатывали мозгом и жиром, выскабливали, мягчили и коптили над костром (дым содержит формальдегиды, способствующие лучшей консервации кожи, а также окрашивает дёгтем кожу в жёлто-коричневые тона).